# Parafia św. Michała Archanioła w Kiełpinie
Parafia św. Michała Archanioła w Kiełpinie – rzymskokatolicka parafia w Kiełpinie. Należy do dekanatu kartuskiego znajdującego się w diecezji pelplińskiej.  Erygowana w 1919 roku. 
Parafia obchodzi również odpust św. Józefa. Jej proboszczem jest ks. Tomasz Juchniewicz.

## Historia
Już w 1404 roku w Kiełpinie otwarte zostały drzwi świątyni. Był to drewniany kościół pod wezwaniem świętego Michała Archanioła i świętej Małgorzaty. Równocześnie utworzono samodzielną parafię pod patronatem kartuzów, której pierwszym proboszczem był najpewniej duchowny o imieniu Niclos. 20 stycznia 1486 roku biskup kujawski Piotr i przeor Andreas Brettschneider wydali dekret, na mocy którego parafia w Kiełpinie została zlikwidowana, a jej świątynia stała się – jak się okazało, na kilka wieków – kościołem filialnym goręczyńskiej parafii. W II połowie XVI wieku, na kilkadziesiąt lat, majątek kartuzów ze stanowiącym jego część Kiełpinem przejęli oliwscy cystersi. W 1591 roku ziemie powróciły w ręce poprzednich właścicieli. W 1647 roku w miejscu rozebranej drewnianej świątyni stanął nowy kościół. Był on murowany i składał się z jednej nawy. 20 września 1772 roku biskup Kazimierz Cyprian Wolicki, oficjał pomorski i gdański, dokonał jego konsekracji. Wcześniej, w 1686 roku w miejscowości powstała pierwsza szkółka parafialna; nauczaniem zajmował się organista. W czasach rozbiorów wieś należała do Królestwa Prus. Liczba mieszkańców powiększała się – od niespełna 200 osób w 1820 roku do 665 w roku 1921. Zdecydowaną większość stanowili katolicy, z którymi sąsiadowali, należący do kartuskiego zboru, ewangelicy. W 1879 roku w kościele zainstalowano organy, służące parafii do dzisiaj. Na początku XX wieku powiększono cmentarz i już w pierwszej jego dekadzie zaczęto rozważać rozbudowę kościoła, ze względu na stale rosnącą populację miejscowości. Projekt udało się zrealizować, po przezwyciężeniu wielu trudności, w latach 1926 – 1929. Budynek został powiększony o transept, prezbiterium i zakrystię, a także zelektryfikowany i wyposażony w kolejny dzwon. W tym kształcie istniał prawie sto lat. W sierpniu 1931 roku wizytację kanoniczną w kościele, wciąż stanowiącym filię parafii w Goręczynie, przeprowadził biskup pomocniczy chełmiński Konstantyn Dominik, ważna postać w historii lokalnego Kościoła, kandydat do wyniesienia na ołtarze. Wybuch II wojny światowej odbił się także na losach Kiełpina. Niemieckie wojska wkroczyły tutaj już 4 września 1939 roku, w okolicach odbywały się intensywne walki w ramach kampanii wrześniowej, a niektórzy mieszkańcy wsi stracili życie w działaniach wojennych. Ówczesny duszpasterz Kiełpina, Sługa Boży ksiądz Antoni Arasmus, został zamordowany przez hitlerowców pod koniec października 1939 roku. Okupacja Polski wywarła swój wpływ również na praktyki religijne – zakazano używania języka polskiego w liturgii, ograniczono liczbę nabożeństw i celebrację polskich świąt. Pod koniec XX wieku, z inicjatywy ówczesnego proboszcza, księdza Wojciecha Wiśniewskiego, przeprowadzono renowację budynku kościoła. Wyremontowano organy, wymieniono drewniany strop, posadzki, konfesjonały, ławki oraz oświetlenie i drzwi. Uporządkowano prezbiterium i ustawiono w nim kamienny ołtarz i ambonę.

## Zasięg parafii
Do parafii należą wierni z miejscowości: Borcz, Kiełpino, Leszno, Mezowo, Somonino i Wyczechowo.

## Proboszczowie
- ks. Leon Gregorkiewicz – rektor w latach (1919–1928)
- Sługa Boży ks. Antoni Arasmus – rektor w latach (1929–1939)
- ks. Dawid Sartowski – duszpasterz w czasach wojennych
- ks. Ludwik Niemczycki – proboszcz w latach (1946–1960)
- ks. Tadeusz Gregorkiewicz (1960–1970)
- ks. Wilmar Bannach (1970–1975)
- ks. Tadeusz Misiorny (1975–1983)
- ks. kan. Wojciech Wiśniewski
(1983–2010)
- ks. bp Arkadiusz Okroj (2010–2019)
- ks. Tomasz Juchniewicz – proboszcz od 1 marca 2019[5]